# Московская биржа
Московская биржа — крупнейший российский биржевой холдинг, является организатором торгов акциями, облигациями, производными инструментами, валютой, инструментами денежного рынка, углеродными единицами, драгоценными металлами, зерном и сахаром. Основана в 1992 году (первоначальное наименование — Московская межбанковская валютная биржа, ММВБ), в 2011 году преобразована в ПАО «Московская биржа ММВБ-РТС» в результате присоединения к ММВБ биржи РТС (Российской торговой системы), открытой в 1995 году.
В состав холдинга входит центральный депозитарий (НКО АО «Национальный расчетный депозитарий», сокращённо — НРД), а также крупнейший клиринговый центр — Небанковская кредитная организация — центральный контрагент «Национальный клиринговый центр», кратко АО «НКО „НКЦ“»).

## История

### До советского периода
История биржевого дела в России имеет богатые традиции. Первые упоминания о деятельности русских купеческих объединений Великого Новгорода, имеющих в своей основе биржевой характер деятельности, встречаются в летописях XII—XIII веков. Первая биржа, основанная в Санкт-Петербурге в 1703 году, была товарной. На протяжении XVIII в. на Санкт-Петербургской бирже осуществлялись товарные сделки и операции с иностранными векселями. Первые сделки с ценными бумагами, прежде всего с акциями, начали заключаться только в 1820-х годах. В начале XX в. в России насчитывалось более 100 бирж, но торговали ценными бумагами только на 7 из них: Санкт-Петербургской, Московской, Варшавской, Рижской, Одесской, Киевской и Харьковской. При этом только на Санкт-Петербургской бирже был Фондовый отдел, открытый в 1900 г.
В Москве биржевая площадка была открыта более чем через столетие, в 1839 году, но её устав был утверждён только в 1870 году. В 1873—1875 гг. для биржи было построено новое здание по проекту архитектора А. Каминского на углу ул. Ильинка и Рыбного переулка, которое сегодня является объектом культурного наследия. Трёхэтажное здание биржи выстроено в стиле поздней эклектики, оно могло вмещать до 1150 человек.
Фондовые операции в Москве начались гораздо позже, чем в Петербурге, однако, в начале XX в. Московская биржа имела особое значение для обращения ценных бумаг железнодорожных компаний и земельных (ипотечных) банков. Ещё большую роль Московская биржа играла при размещении государственных облигаций. Срочные сделки на Московской бирже были запрещены.
Согласно бюллетеню Московской биржи накануне Первой мировой войны (на 1 января 1913 года) на бирже обращались государственные, городские и частные ж.д. займы, закладные листы банков, а также акции. С началом Первой мировой войны все официальные биржи в Российской империи были закрыты.
После Октябрьской революции биржи были закрыты и в СССР существовали только в период НЭПа с 1922 по 1930 годы. Московская товарная биржа возобновила свою деятельность в конце 1921 года, но её устав был утверждён лишь в июне 1926 года. МТБ занимала центральное место среди других советских бирж, на неё приходилось 45 % всего биржевого оборота страны. Основные торговые сделки заключались с зерном, текстилем, металлом, лесом, углём. В Фондовом отделе особенно активно совершались сделки с совзнаками в период проведения денежной реформы в 1922—1924 гг. С весны 1925 г. стали фиксироваться сделки с государственными займами. В 1930 году Московская биржа была закрыта, последней из советских бирж.

### После советского периода
Первые современные биржевые площадки появились в России в 1990 году. В середине 1990-х годов в России функционировали 1700 бирж, но после кризиса 1998 года их число резко сократилось. 2000-е стали периодом консолидации российского биржевого рынка.
В 2011 году крупнейшая российская биржевая площадка по торговле акциями и валютой — Московская межбанковская валютная биржа присоединила крупнейшую площадку по торговле производными инструментами — РТС. Объединённая компания получила название ОАО «Московская Биржа ММВБ-РТС» (сокращённое название Московская биржа). В мае 2015 года название компании изменилось на «Публичное акционерное общество „Московская биржа ММВБ-РТС“» (сокращённо — ПАО «Московская биржа»).
15 февраля 2013 года состоялось первичное размещение акций биржи на собственной площадке (под тикером MOEX.), совокупный объём размещения составил 15 млрд рублей. Книга заявок была переподписана в 2 раза, достигнув примерно 1 млрд $ при планируемом объёме размещения в 500 млн $. Новыми акционерами биржи стали десятки российских и международных инвестиционных фондов, сотни российских частных инвесторов. Рыночная капитализация по итогам размещения составила 127 млрд рублей. По состоянию на май 2015 года рыночная капитализация составляла 138,5 млрд руб.
К августу 2013 года стоимость акций превысила цену размещения, а к ноябрю 2013-го бумаги компании были включены в индекс MSCI Russia. С момента включения в индекс вес биржи в MSCI Russia возрос с 0,47 % до 1,8 % по состоянию на 23 октября 2017 года.
2013 год стал для биржи годом инфраструктурных изменений: на базе НРД был запущен центральный депозитарий, а НКЦ получил статус квалифицированного центрального контрагента (обе компании входят в группу «Московская биржа»). С 2013 года биржа поэтапно перевела торги с режима единовременных расчётов по операциям («T0») на режим расчётов на второй день («T+2»). В октябре 2013 года Московская биржа запустила торговлю драгоценными металлами — золотом и серебром — с поставкой по обезличенным металлическим счетам.
С 2015 года российские частные инвесторы получили возможность открывать индивидуальные инвестиционные счета (ИИС). По итогам ноября 2017 года Московская биржа зарегистрировала почти 280 тысяч индивидуальных инвестиционных счетов. К марту 2019 года количество ИИС превысило 700 тысяч. По итогам марта 2020 года количество ИИС достигло 2 млн, а общее количество частных инвесторов на бирже — 4,57 млн человек.
В декабре 2015 года на Национальной товарной бирже, входящей в группу «Московская биржа», начались биржевые торги зерном. В 2017 году на товарном рынке стартовали торги сахаром. В 2018 году подсолнечником.
В 2016 году на валютном рынке начались торги поставочными фьючерсами на основные валютные пары (доллар США/российский рубль, евро/российский рубль и китайский юань/российский рубль). С 2017 года российские компании получили прямой доступ на денежный и валютный рынки Московской биржи.
В 2019 году физические лица вложили в корпоративные облигации почти 580 млрд рублей, в ОФЗ — почти 90 млрд руб.
20 января 2020 года индекс Мосбиржи впервые преодолел отметку в 3200 пунктов.
В условиях пандемии коронавирусной инфекции в 2020 году 90 % сотрудников биржи были переведены на удалённую работу, 10 % сотрудников работали из офиса и обеспечивали непрерывность биржевых торгов и клиринга.
В декабре 2021, к 30-летию биржи, был представлен новый бренд «MOEX», что отсылает к названию акции на бирже. Данный бренд совмещает саму биржу и её финансовые инструменты.
Объём торгов на Мосбирже в 2021 году составил 1,01 квадриллиона руб.
24 февраля 2022 года, после вторжения России на Украину, Московская биржа приостановила торговлю до дальнейшего уведомления. 27 февраля иностранным клиентам была запрещена продажа любых ценных бумаг. 21 марта были возобновлены торги гособлигациями, 24 марта — акциями российских эмитентов, которые не размещались на зарубежных биржевых площадках.
4 марта было объявлено, что Всемирная федерация бирж (WFE) приостановила членство Московской биржи.
В июле 2022 года число частных инвесторов на Московской бирже превысило 20 млн.
В ноябре 2022 года наблюдательный совет порекомендовал не выплачивать дивиденды акционерам за 2021 год. Предыдущее такое заявление было сделано в марте 2022 года, тогда набсовет хотел вернуться к решению о выплатах в 2022 году.
В ноябре 2022 года Комитет по индикаторам долгового рынка дал рекомендации Мосбирже, с 2023 года прекратить рассчитывать индексы облигаций по международной шкале.
По итогам октября 2022 года количество частных инвесторов на Мосбирже выросло до 22,2 млн человек.
В апреле 2023 года Московская биржа объявила, что приобрела 50,1 % акций компании «ПроКомплаенс» — разработчика программного обеспечения в области автоматизации комплаенс-услуг на финансовом рынке. В течение трёх лет доля биржи может быть увеличена до 100 %, сообщила торговая площадка.
Количество физических лиц со счетами на бирже в ноябре 2023 года составило 29,2 млн чел.
По результатам 2023 года общий оборот торгов на Московской бирже составил 1,31 квадриллиона рублей. Это максимальный показатель за всю историю её деятельности и на 24 % выше, чем в 2022 году. По итогам 2023-го, по сравнению с предыдущим годом, товарный рынок вырос в 2,7 раза до 520 млрд рублей, рост фондового рынка составил 69 % до 62,9 трлн рублей, объём торгов корпоративными, региональными и государственными облигациями увеличился с 19,6 трлн до 39,87 трлн рублей. Общая сумма торгов на валютном рынке достигла 328 трлн рублей по сравнению с 267,8 трлн. Количество новых инвесторов увеличилось на 6,3 млн человек и достигло 29,2 млн..
В апреле 2024 года биржа обратилась в Банк России с пакетом предложений по дополнительному стимулированию IPO через дополнительные меры поддержки эмитентов, облегчающие их выход на фондовый рынок. Для стимулирования выхода непубличных компаний на рынок Мосбиржа предложила увеличить налоговый вычет для покрытия расходов по организации IPO и поддержки листинга, а pre-IPO проводить на условиях государственно-частного партнёрства.
В конце августа 2024 года американская компания Capital Group Companies снизила долю в капитале Мосбиржи с 5,01 % до 0,064 %.
В октябре 2024 года стало известно о появлении среди акционеров Московской биржи инвестиционной компании Fundamental Capital Investment Management LLC из Объединённых Арабских Эмиратов, получившей во владение 6,86 % капитала торговой площадки, и о снижении доли американской компании State Street Bank and Trust Company с 5,26 % до 2 % .

## Руководство
Руководство Московской биржи по состоянию на декабрь 2024 года:
Председатель наблюдательного совета — Сергей Швецов
Председатель правления — Виктор Жидков
Финансовый директор — Михаил Панфилов

### Предыдущие руководители
Председатели наблюдательного совета:
- 2014-2018 — Алексей Кудрин[52]
- 2018-2022 — Олег Вьюгин[53]
- С июня 2022 года — Сергей Швецов[54]

Председатели правления:
- 2012-2019 — Александр Афанасьев[55]
- 2019-2024 — Юрий Денисов[56]
- С октября 2024 года — Виктор Жидков[57]

Финансовые директора:
- 2013-2017 — Евгений Фетисов
- 2017-2021 — Максим Лапин
- 2021-2022 — Андрей Селюк[58]
- 2022-2023 — Георгий Урютов (исполняющий обязанности)
- С апреля 2023 года — Михаил Панфилов[59]

## Состав акционеров
По состоянию на октябрь 2024 года крупнейшими акционерами биржи, которые владеют более 5 % уставного капитала компании, являются:
- Банк России — 11,78 %
- Сбербанк — 10 %
- ВЭБ.РФ — 8,4 %
- Fundamental Capital Investment Management LLC — 6,86 %
- ЕБРР — 5,3 %

По состоянию на 20 марта 2020 года количество акций Московской биржи, находящихся в свободном обращении, составляет 63 %.
Центробанк, согласно федеральному закону N 251-ФЗ, был обязан выйти из состава акционеров до 1 января 2016 года. Однако, в условиях геополитической нестабильности Банк России принял решение остаться в капитале биржи. Федеральным законом от 29.06.2015 N 210-ФЗ это требование было снято.
В октябре 2023 года появились сообщения о продаже доли ЕБРР группе Softline. Однако правительственная подкомиссия не разрешила сделку. Softline в качестве единственного покупателя не устраивает Минфин, компания ищет партнера для новой попытки.

## Санкции
12 июня 2024 года, из-за российского вторжения на Украину, Московская биржа попала в блокирующий санкционный список США против «архитектуры российской финансовой системы России». Помимо биржи, в санкционный список были включены Национальный клиринговый центр и Национальный расчетный депозитарий, который ранее уже находился под санкциями стран Евросоюза. Мосбиржа объявила о прекращении торговли долларом и евро из-за введённых санкций с 13 июня, торговля была остановлена с финансовыми инструментами, акциями, драгоценными металлами, а также с расчётами в данных валютах:.

Подсанкционный США президент России Владимир Путин одобрил ряд мер по дальнейшему привлечению капитала через Московскую биржу от российских и нероссийских лиц из "дружественных стран", что расширяет возможности россиян и нероссиян получать прибыль от военной машины Кремля путем инвестиций в российский суверенный долг, российские корпорации и ведущие российские оборонные предприятия, в том числе подсанкционные США компании "Ростех", "ОАК, "Камаз", "Иркут", "Уралвагонзавод" и "Вертолеты России".— «Министерство финансов США», 12 июня 2024 года
13 июня 2024 года Московскую биржу включили в санкционный список Великобритании против «военной машины Путина» так как она «вовлечена в получение выгоды российским правительством в стратегически важных областях экономики».

## Деятельность

### Фондовый рынок
На фондовом рынке Московской биржи проводятся торги акциями, облигациями федерального займа (ОФЗ), региональными и корпоративными облигациями, еврооблигациями, депозитарными расписками, биржевыми паевыми инвестиционными фондами (БПИФ) и Exchange traded funds (ETF), инвестиционными паями, ипотечными сертификатами участия (ИСУ). Расчеты по акциям происходят по технологии T+2 (на второй день после заключения сделки).

### Срочный рынок
На срочном рынке Московской биржи обращаются: фьючерсные контракты на индексы (индекс МосБиржи, индекс РТС, индекс волатильности RVI); производные инструменты на российские и иностранные акции, облигации федерального займа, валютные пары, процентные ставки; контракты на драгоценные металлы: золото, серебро, платина, палладий; медь; фьючерсы на нефть и сахар; опционные контракты на некоторые из этих фьючерсов.
Рынок стандартизированных ПФИ или рынок ОТС с центральным контрагентом (ЦК) был создан для реализации коммюнике G20, принятого после встречи «двадцатки» в Питтсбурге в 2009 году, которое определяло, что стандартизированные производные финансовые инструменты должны торговаться на бирже. Страны G20, в том числе и Россия, подтвердили намерения усилить в ближайшие годы роль центрального контрагента. Банк России в определённой краткосрочной перспективе видит клиринг с центральным контрагентом обязательным.

### Валютный рынок
На валютном рынке Московской биржи ведутся торги следующими валютами: долларом США (USD), евро (EUR), китайским юанем (CNY), британским фунтом стерлингов (GBP), гонконгским долларом (HKD), швейцарским франком (CHF), казахским тенге (KZT), белорусским рублем (BYR), японской иеной (JPY) и турецкой лирой (TRY). Летом 2022 года список валют пополнился армянским драмом (AMD) и южноафриканским рэндом (ZAR), в сентябре планируется начать торги узбекским сумом (UZS). Также рассчитывается бивалютная корзина, заключаются сделки валютный своп. Средневзвешенное значение на 11:30 мск валютной пары доллар/рубль с расчетами «завтра» используется Банком России для определения официального курса доллара США.
Ассоциация трейдеров развивающихся рынков EMTA (Emerging Markets Traders Association) и Чикагская товарная биржа (Chicago Mercantile Exchange — CME Group) используют фиксинг Московской биржи на российский рубль (MOEX USD/RUB FX Fixing) в качестве основного индикатора при проведении операций с производными финансовыми инструментами, номинированными в рублях. Фиксинг признан соответствующим принципам IOSCO и официально признан Банком России.

### Денежный рынок
На платформе денежного рынка Московская биржа предоставляет сервис репо следующих типов: репо с центральным контрагентом, междилерское репо, прямое репо с Банком России, депозиты с центральным контрагентом. Также доступны депозитно-кредитные операции, организаторами которых выступают Банк России, Пенсионный фонд России, Федеральное казначейство России, Внешэкономбанк и др.
Также участникам торгов доступны операции репо с клиринговыми сертификатами участия, объединяющий расчеты с центральным контрагентом и механизм управления обеспечением.
Биржей рассчитывается индикатор денежного рынка — ставка RUSFAR (Russian Secured Funding Average Rate), отражающей стоимость обеспеченных денег. Индикатор рассчитывается на основе сделок в самом ликвидном сегменте российского денежного рынка — репо с ЦК. RUSFAR рассчитывается в рублях и в долларах США.

### Товарный рынок
На товарном рынке Московской биржи проводятся торги золотом, серебром, платиной и палладием. В 2014 году на Московской Бирже стартовал проект «Рынок зерна». В его рамках в декабре 2015 года начались торги поставочными форвардами на пшеницу. Являясь уполномоченной биржей Минсельхоза России, НТБ проводит государственные закупочные интервенции на рынке зерна. В 2017 году линейка инструментов, доступных на товарном рынке, расширена за счет форвардов на сахар.

### Клиринговая и депозитарная деятельность
Московской бирже принадлежит 100 % акций Небанковской кредитной организации «Национальный клиринговый центр» (НКО НКЦ). НКО НКЦ предоставляет клиринговые услуги участникам торгов и выполняет функции центрального контрагента (ЦК) на всех рынках Московской биржи. Статус квалифицированного центрального контрагента Банк России присвоил НКЦ в 2013 году, а в 2014 году признал НКЦ системно значимым центральным контрагентом.
В ноябре 2017 года согласно решению Банка России НКЦ стал небанковской кредитной организацией и получил новую лицензию Банка России на осуществление банковских операций для небанковских кредитных организаций — центральных контрагентов, а также на осуществление клиринговой деятельности.
НКО НКЦ имеет рейтинги агентства Fitch Ratings, два из которых — долгосрочный рейтинг риска дефолта эмитента (РДЭ) в национальной валюте на уровне «ВВВ» и рейтинг устойчивости «bbb» — на один пункт выше суверенного рейтинга Российской Федерации («ВВВ-»). А также кредитный рейтинг агентства АКРА на уровне AAA (RU), прогноз «Стабильный».
Московской бирже принадлежит 99,997 % акций небанковской кредитной организации акционерного общества «Национальный расчетный депозитарий» (АО «НКО „НРД“»). Национальный расчетный депозитарий (НРД) — центральный депозитарий России. НРД специализируется на предоставлении депозитарных, расчётных банковских и сопутствующих им услуг участникам финансового рынка. В 2014 году Банк России признал НРД системно значимой организацией в нескольких категориях: центральный депозитарий, расчётный депозитарий и репозитарий, а также присвоил ему статус национально значимой платежной системы.
По итогам 2019 года чистая прибыль достигла 20,2 млрд рублей; прибыль на акцию составила 7,93 рубля.

### Платформа личных финансов «Финуслуги»
15 октября 2020 года Московская биржа представила платформу личных финансов «Финуслуги», которая стала первой финансовой платформой, включенной в реестр операторов финансовых платформ Центрального банка России.
В 2021 году Биржа приобрела электронную платформу по подбору страховых и банковских продуктов INGURU. Платформа позволяет покупать/продавать облигации, заключать договоры страхования, такие как ОСАГО и ипотечное страхование.

### Рейтинговые оценки
- Рейтинговое агентство АКРА присвоило в 2024 году ПАО «Московская биржа» рейтинговую оценку AAA(RU) со стабильным прогнозом (подтверждена в 2025 году)[102].
- Рейтинговое агентство «Эксперт РА» присвоило в 2024 году АО «Московская биржа» рейтинговую оценку ruAAA со стабильным прогнозом и подтвердило её в 2025 году[103].

## Биржевые индексы
Индексы Московской биржи — это ключевые индикаторы российского организованного рынка ценных бумаг и срочных контрактов. Московская биржа рассчитывает индексы акций, облигаций, смешанные индексы, а также ряд индикаторов срочного и валютно-денежного рынков. Основные индексы акций — это индекс МосБиржи (ранее индекс ММВБ) и индекс РТС, рассчитывающийся по одинаковой базе ценных бумаг, но в разных валютах (индекс МосБиржи рассчитывается в рублях, индекс РТС — в долларах США).
27 ноября 2017 года обновлена методика расчета основных индексов Московской биржи: повышены требования к ликвидности акций, к количеству акций эмитента, находящихся в свободном обращении входящих в индексы, число акций в базе расчета стало переменным.
В июле 2024 года стало известно о завершении работы над Индексом инсайдерской торговли, который содержит в обезличенном виде данные количестве сделок инсайдеров эмитента в разрезе покупок и продаж. Тестирование проводилось на собственных акциях.

## Расписание торгов
Торги на бирже ведутся по рабочим дням в строго определённое время. По основным инструментам (акции, облигации) торги начинаются с 10:00 и заканчиваются в 18:45. Дополнительная утренняя сессия начинается в 07:00 и длится до 10:00 без последующего промежуточного клиринга. Дополнительная (вечерняя) торговая сессия начинается в 19:00 после вечернего клиринга и заканчивается в 23:50.
С 1 марта 2025 года в экспериментальном режиме были запущены торги акциями по выходным. Дополнительная выходная торговая сессия проходит с 10:00 до 19:00.

## Лучший частный инвестор
«Лучший частный инвестор» — ежегодный конкурс, проводимый на российском фондовом рынке. Организаторами конкурса с 2003 года являлись биржи РТС и ММВБ, а с 2011 года Московская биржа. Это трёхмесячное состязание трейдеров, для победы в котором нужно показать наибольшую доходность на конкретном рынке. Существуют почти два десятка номинаций, в том числе — «Лучший частный инвестор», «Лучший опционный трейдер», «Лучший трейдер фьючерсом на индекс ММВБ». Конкурс в первый раз прошел в 2003 году, затем в 2006 и далее проходил ежегодно 